# Nuruddeen Lawal
Nuruddeen Lawal (ur. 18 czerwca 1974 w Jos, zm. 2000 roku na malarię) – nigeryjski piłkarz występujący na pozycji napastnika.
W swej karierze reprezentował barwy Canonu Jaunde, ASMO Libreville, FC 105 Libreville, Unisportu Bafang oraz Stomilu Olsztyn.
Dwukrotnie zdobył Mistrzostwo Kamerunu (w 1991 roku z Canonem Jaunde oraz w 1996 roku z Unisportem Bafang).